# 코트니 리

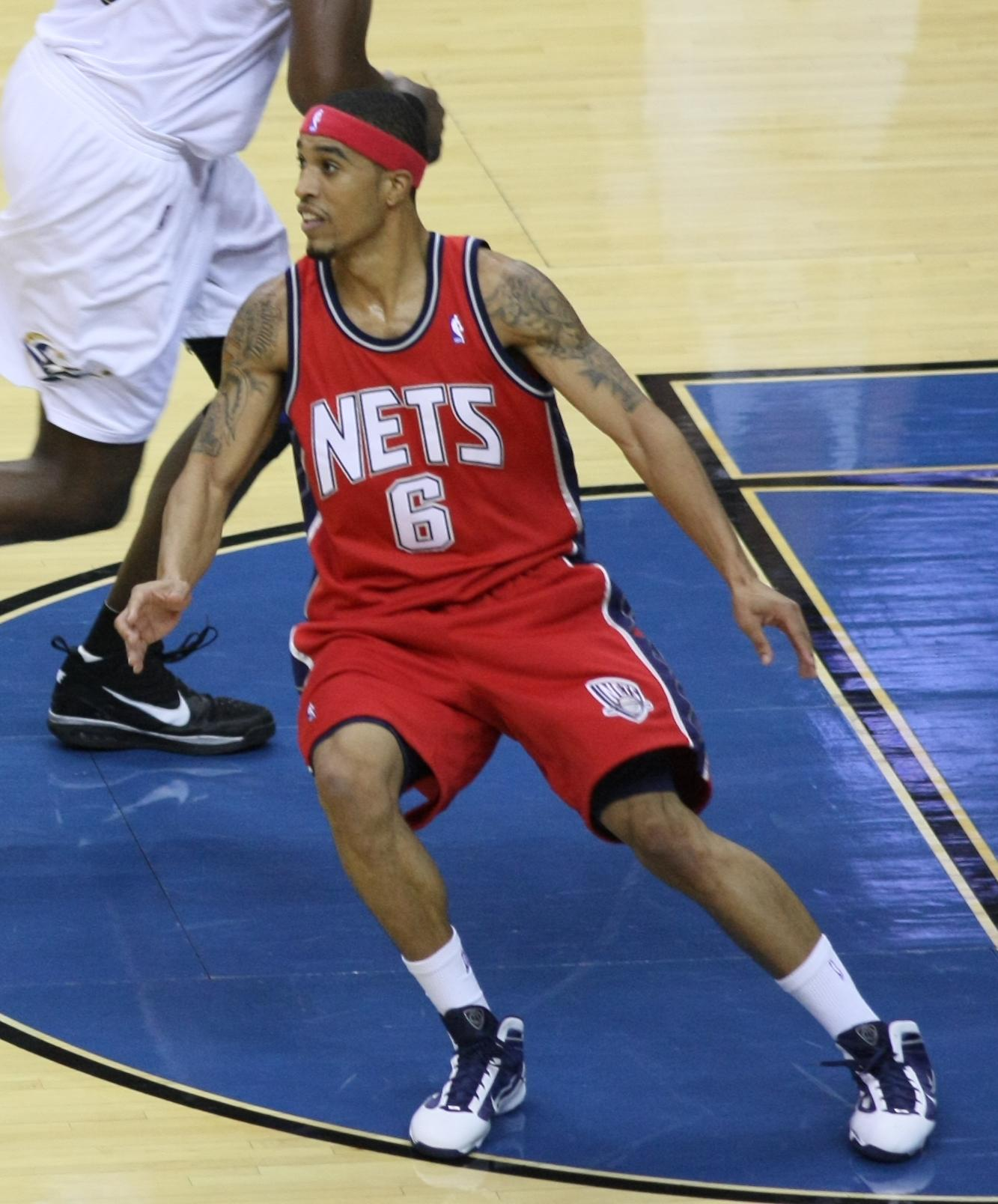

코트니 리(Courtney Lee, 1985년 10월 3일 ~ )는 미국 프로농구 보스턴 셀틱스의 선수이며, 포지션은 슈팅가드, 스몰포워드이다.